# Tamirat Tola
Tamirat Tola, född 11 augusti 1991, är en etiopisk friidrottare.
Tola blev olympisk bronsmedaljör på 10 000 meter vid sommarspelen 2016 i Rio de Janeiro. Vid OS 2024 tog han guld på maraton.